# Saurogobio dumerili
Saurogobio dumerili är en fiskart som beskrevs av Bleeker, 1871. Saurogobio dumerili ingår i släktet Saurogobio och familjen karpfiskar. Inga underarter finns listade i Catalogue of Life.